# Chrześcijańska Demokracja III Rzeczypospolitej Polskiej
Christen-Democratie van de Derde Poolse Republiek (ChDRP, ChD III RP) (Pools: Chrześcijańska Demokracja III Rzeczypospolitej Polskiej) is de naam een kleine christendemocratische partij in Polen.
De partij werd in de herfst van 1997 opgericht door oud-president Lech Wałęsa in een poging om in Polen een grote christendemocratische partij te formeren naar het voorbeeld van de Duitse CDU. Het was niet de eerste poging van Wałęsa om een eigen partij op te richten: enkele jaren eerder had hij iets soortgelijks geprobeerd met de BBWR, maar deze groepering was na zijn nederlaag in de presidentsverkiezingen van 1995 uit elkaar gevallen. De perspectieven voor de nieuwe partij leken kort na de parlementsverkiezingen van 1997 beter te zijn. De centrumrechtse, rond de vakbond Solidariteit gegroepeerde formatie AWS had deze verkiezingen overtuigend gewonnen en was de drijvende kracht achter het kabinet van Jerzy Buzek. De ChDRP werd op 2 december 1997 geregistreerd en ongeveer tien parlementariërs van de AWS traden tot de nieuwe partij toe. In 2001 was de vicevoorzitter van de partij, Stanisław Iwanicki, enkele maanden minister van Justitie.
De ChDRP slaagde er echter niet in een belangrijke positie in het Poolse politieke landschap te verwerven. Haar volksvertegenwoordigers stapten geleidelijk over naar andere partijen, onder meer de conservatieve SKL en de RS AWS. Toen Wałęsa bij de presidentsverkiezingen van 2000 slechts 1,01% van de stemmen behaalde, stapte hij op als partijvoorzitter, maar kreeg wel de titel van erevoorzitter. Tijdens de parlementsverkiezingen van 2001 had de ChDRP enkele kandidaten voor de Senaat, maar geen van hen werd verkozen. In 2004 nam de partij nog deel aan de Europese verkiezingen op een gemeenschappelijke lijst met enkele andere restanten van de AWS, maar behaalde wederom geen zetels. Sindsdien heeft de partij lange tijd een slapend bestaan geleid. Een deel van de leiders van de partij is actief geworden in de partij Prawica Rzeczypospolitej van Marek Jurek.
In 2015 werd de partij weer actief. Er werd een kiescomité geregistreerd voor de parlementsverkiezingen, maar deed uiteindelijk toch niet mee. Wel steunde de partij enkele kandidaten van andere partijen. Op 10 november 2015 kondigde Lech Wałęsa tijdens een perconferentie aan de partij weer nieuw leven in te willen blazen.